# Куліямахі
Куліямахі (рос. Кулиямахи) — село Акушинського району, Дагестану Росії. Входить до складу муніципального утворення Сільрада Нацинська.
Населення — 210 (2010).

## Населення
За даними перепису населення 2002 року в селі мешкала 251 особа. В тому числі 107 (42,63 %) чоловіків та 144 (57,37 %) жінки.
Переважна більшість мешканців — даргинці (100 % від усіх мешканців). У селі переважає сирхинсько-тантинська мова.